# 南砺スマートインターチェンジ
南砺スマートインターチェンジ（なんとスマートインターチェンジ）は、富山県南砺市柴田屋にある東海北陸自動車道のスマートインターチェンジである。

## 概要
2015年（平成27年）3月1日に供用開始。同日供用開始した北陸自動車道高岡砺波スマートインターチェンジとともに、富山県内では初の本線直結型スマートインターチェンジである。旧福野町の柴田屋・上津・上川崎の3集落に跨った場所に位置している。総事業費は約25億円、1日あたりの通行台数は1500台と予測している。
東海北陸道の全通後に後から開設されたインターチェンジであるが、IC番号は枝番号ではなく福光インターチェンジの続番となる「17」が割り振られている。

## 道路
- E41 東海北陸自動車道

直接接続
- 南砺市道南砺スマートインター線[6]

間接接続
- 富山県道279号安居福野線

## 歴史
- 2009年（平成21年）7月22日 - 第1回南砺市スマートIC地区協議会開催[7]。
- 2010年（平成22年）12月27日 - 国土交通副大臣が記者会見で本スマートインターチェンジの設置を推進する姿勢を示す[8]。
- 2011年（平成23年）3月1日 - 同日付で国土交通大臣から連結許可が下りる[9]。
- 2013年（平成25年）10月24日 - 正式名称を「南砺スマートIC」に決定[10]。
- 2015年（平成27年）3月1日 - 供用開始[1][2][3][5]。

## 隣
E41 東海北陸自動車道
(16) 福光IC - (17) 南砺スマートIC  - (19) 小矢部砺波JCT